# Органическое расстройство личности
Органи́ческое расстро́йство ли́чности (расстро́йство ли́чности органи́ческой этиоло́гии) — расстройство личности, обусловленное болезнью, повреждением или дисфункцией головного мозга.

## Клиническая картина
Органическое расстройство личности характеризуется значительными изменениями привычного до болезни образа поведения. Нарушены влечения, потребности и выражение эмоций. Познавательная деятельность обычно снижена в сфере предвидения последствий и планирования, аналогично нарушениям при синдроме лобной доли.
Данное расстройство может проявляться как личностный синдром при лимбической эпилепсии, как последствие лоботомии, после лейкотомии, поражении лобных долей головного мозга (либо при поражении других окружающих областей мозга).
Развитие характеропатического варианта психоорганического синдрома при органическом поражении мозга относится к псевдопсихопатиям. 
При синдроме лобных долей фронтального варианта  развивается диссоциальное расстройство личности. В детском возрасте может наблюдаться СДВГ и другие расстройства поведения.

## Диагностика
По диагностическим критериям Международной классификации болезней 10-пересмотра (МКБ-10) требуется присутствие 2-х или более из следующих черт:

- значительно сниженная способность справляться с целенаправленной деятельностью, особенно требующей длительного времени и небыстро приводящей к успеху;
- изменённое эмоциональное поведение, характеризующееся эмоциональной лабильностью, поверхностным неоправданным весельем (эйфория, неадекватная шутливость), которое легко сменяется раздражительностью, кратковременными приступами злобы и агрессии. В некоторых случаях наиболее яркой чертой может быть апатия;
- выражения потребностей и влечений могут возникнуть без учёта последствий или социальных условностей (больной может совершать антисоциальные акты, как например, воровство, предъявлять неадекватные сексуальные притязания, обнаруживать прожорливость или не соблюдать правила личной гигиены);
- когнитивные нарушения в форме подозрительности или параноидных мыслей или чрезмерная озабоченность одной, обычно абстрактной темой (как например, религией, «что правильно, а что нет»);
- выраженные изменения в темпе и потоке речевой продукции, с чертами случайных ассоциаций, сверхвключения (расширенное включение в тематику побочных ассоциаций), вязкость и гиперграфия;
- изменённое сексуальное поведение (гипосексуальность или изменение сексуального предпочтения).

## Этиология
В МКБ-10 предусмотрено указание причины расстройства личности:
- в связи с травмой головного мозга (F07.00)
- в связи с сосудистым заболеванием головного мозга (F07.01)
- в связи с эпилепсией (F07.02)
- в связи с опухолью головного мозга (F07.03)
- в связи с ВИЧ-инфекцией (F07.04)
- в связи с нейросифилисом (F07.05)
- в связи с другими вирусными и бактериальными нейроинфекциями (F07.06)
- в связи с другими заболеваниями (F07.07)
- в связи со смешанными заболеваниями (F07.08)
- в связи с неуточнённым заболеванием (F07.09).
- в связи с осложнённым сахарным диабетом